# أرمور كينغ (II)
أرمور كينغ الثاني (باليابانية: アーマー・キング، بالروماجي: Āmā Kingu)، هو الأخ الأصغر لأرمور كينغ الأول. خلال بطولة ملك القبضة الحديدية الخامسة، هاجم أرمور كينغ كريغ ماردك واختفى، ولكنه ظهر مرة أخرى ليشارك في بطولة ملك القبضة الحديدية 6، على غير علم بأن كلًا من كينغ وكريغ ماردك يطاردانه. كينغ، الذي يريد معرفة الشخص الذي يقوم بإهانته معلمه الميت بانتحال شخصيته، وماردك، الذي يتساءل إن كان ذلك شبحًا من ماضيه. خلال البطولة السادسة، واجه الاثنان أرمور كينغ الثاني، حيث علما بأنه الأخ الأصغر لأرمور كينغ الذي قتله كريغ ماردك قبل سنتين. علم كينغ ذلك حين رآى صورة لأرمور كينغ اثنين مع بعضهما، وعلم ماردك بالأمر بعد تفقد قبر أرمور كينغ، مؤكدًا بأن الرجل الذي قتله لايزال ميتاً وأن الذي هاجمه كان شخصًا آخر.

## وصلات خارجية
- تيكن ويكي
- تيكنبيديا الإنجليزية